# Fluoracetamid
Fluoracetamid ist eine chemische Verbindung aus der Gruppe der Carbonsäureamide und organischen Fluorverbindungen.

## Gewinnung und Darstellung
2-Fluoracetamid kann durch Reaktion von Fluoracetylchlorid oder Natriumfluoracetat mit Ammoniak gewonnen werden. Ebenfalls möglich ist die Herstellung durch Fluorierung von Chloracetamid mit Kaliumfluorid. Die Verbindung wurde zuerst durch Frédéric Swarts beschrieben, aber erst 1943 im größeren Maßstab durch Reaktion von Methylfluoracetat mit Ammoniak synthetisiert.

## Eigenschaften
Fluoracetamid ist ein farbloser Feststoff, der löslich in Wasser ist. Die toxische Wirkung beruht auf der Umwandlung nach Resorption in den toxischen Metaboliten Fluorcitrat. Diese Verbindung blockiert den Intermediärstoffwechsel durch Hemmung des Citratzyklus.

## Verwendung
Fluoracetamid wird als Rodentizid verwendet.